# Andrzej Chalecki
Andrzej Chalecki (zm. przed 6 lutego 1595) – marszałek rzeczycki.

## Życiorys
Był synem Józefa Chaleckiego i Dobrochny, księżnej z Hołowczyńskich. W 1560 był dworzaninem Zygmunta Augusta. W 1569 był posłem powiatu rzeczyckiego na sejm lubelski, przywiesił swoją pieczęć do aktu unii lubelskiej 1 lipca 1569. 30 lipca 1569 król wysłał go do Moskwy z zamiarem poinformowania Iwana Groźnego o zawarciu unii. 5 lutego 1589 objął stanowisko marszałka powiatu rzeczyckiego.